# Stazione di Stansted Mountfitchet
La stazione di Stansted Mountfitchet, denominata fino al 1990 stazione di Stansted, è una fermata ferroviaria posta a servizio del villaggio e parrocchia civile di Stansted Mountfitchet. Sorge lungo la linea Londra-Cambridge e, da qui, si dipana la diramazione per l'aeroporto di Stansted.

## Storia
La stazione, aperta dalla compagnia Eastern Counties Railway nel 1845, era originariamente conosciuta semplicemente come Stansted. È stata rinominata con il nome attuale nel 1990 per evitare potenziali confusioni con l'imminente stazione dell'aeroporto di Stansted, sebbene un residente locale, Joseph J. Green, avesse richiesto il cambio di nome già nel 1890.

## Strutture ed impianti
Il fabbricato passeggeri della stazione è quello originale del 1845.
L'impianto è dotato dei due binari di corsa le cui banchine nel 2011 sono state ampliate per accogliere treni a 12 carrozze.

## Movimento
Tutti i servizi a Stansted Mountfitchet sono gestiti da Greater Anglia (compresi alcuni servizi che operano con il marchio Stansted Express).
Inoltre, durante le ore di punta, la stazione è servita da un servizio supplementare ogni ora tra Londra Liverpool Street e Cambridge Nord, nonché da un piccolo numero di servizi da e per Ely.

## Nella cultura popolare
La stazione è apparsa nell'episodio "Giudizio di Salomone" della serie televisiva Lovejoy, prodotta da BBC e Tamariska Productions.